# Stanisław Krzyczewski
Stanisław Michał Krzyczewski lub Krzeczowski (ukr. Миха́йло (Станісла́в) Криче́вський/Кречо́вський) (zm. 3 sierpnia 1649) – polski szlachcic i rotmistrz husarski rusińskiego pochodzenia. Jeden z dowódców kozackich w czasie powstania Chmielnickiego.

## Życiorys
Pochodził z katolickiej rodziny szlacheckiej osiadłej w województwie brzeskolitewskim, wywodzącej się z Krzyczewa. Jako rotmistrz chorągwi husarskiej (chorągiew husarska koronna Stanisława Krzeczowskiego) służył w latach 1627–1629 podczas wojny ze Szwecją pod komendą hetmana wielkiego koronnego Stanisława Koniecpolskiego. W 1638 roku wziął udział w stłumieniu powstania kozackiego Pawluka. W 1643 roku stanął na czele pułku czehryńskiego Kozaków rejestrowych. Rok później wziął udział w bitwie z tatarską armią Tuhaj-beja pod Ochmatowem. W 1647 roku ułatwił pisarzowi wojska zaporoskiego Bohdanowi Chmielnickiemu ucieczkę na Zaporoże. W 1648 roku w bitwie nad Żółtymi Wodami zaprzyjaźniony z nim Chmielnicki przekonał go, by przyłączył się do powstania. Po przyłączeniu się do powstańców przyjął prawosławie i został pułkownikiem kijowskim, przyjął nowe imię, Michał. W lipcu 1649 roku mianowany hetmanem nakaźnym stanął na czele armii liczącej 10 000 Kozaków. Na czele tej armii ruszył przeciwko armii litewskiej Janusza Radziwiłła. W bitwie pod Łojowem jego armia została rozbita, a on sam śmiertelnie ranny dostał się do niewoli, w której zmarł. Uważany był za najwybitniejszego dowódcę kozackiego po Bohdanie Chmielnickim.